# Leyes de Ayllón
El 2 de enero de 1412, son promulgadas por la reina doña Catalina de Lancaster durante la minoría de edad del futuro rey de Castilla, Juan II, las llamadas Leyes de Ayllón, también conocidas como Segundo Ordenamiento de Valladolid.
Constituyen un conjunto de leyes restrictivas contra los judíos y los mudéjares,
mucho más restrictivas que las leyes anteriores con el objetivo de lograr su conversión al cristianismo
Aunque las medidas contemplan, entre otras:
- Pérdida de la autonomía judicial de la que disfrutaban las aljamas.
- En el artículo 2º, 5º y 20º de la “Pragmática” se señala una lista de oficios cuyo ejercicio queda prohibido a los judíos; ya no podrán ser médicos, ni cirujanos, ni boticarios, ni arrendadores de tributos, ni almojarifes, ni cambiadores, ni herradores, ni carpinteros, ni sastres, ni tundidores (cortadores de paños), ni carniceros, ni peleteros, ni zapateros, no podrán vender pan, vino, harina, manteca, ni ninguna otra cosa de comer a cristiano; no podrán tener tienda ni mesas en público...
- Se les prohíbe usar el título de don, se les obliga a llevar barba y pelo largo para que se les pueda distinguir fácilmente de los cristianos; además tendrán que llevar cosida a su ropa - que deberá ser modesta, sin ninguna clase de lujo - una rodela bermeja “manda e ordena el dicho sennor rey e tiene por bien que todos los jodios traygan sobre las ropas de ençima tabardos con aletras e non traygan mantones e que traygan sus sennales bermejas acostumbradas que agora tienen”.
- Prohibición de administrar, arrendar, ni recaudar las rentas del Rey.
- Pero la medida más grave es la obligación que se les hace de vivir en barrios exclusivos y cerrados de los cuales no podrán salir sino bajo ciertas condiciones; desde entonces empiezan a formarse juderías o barrios judíos en distintas ciudades.

También se les retira el derecho de cambiar libremente de domicilio.
Las leyes se redactaron, tal vez, a instancias de Pablo de Santa María (obispo de Burgos), y por influencia del dominico Vicente Ferrer tras su estancia en la villa de Ayllón poco antes del Compromiso de Caspe (5 de junio) en pro de Fernando de Aragón por la sucesión de la Corona de Aragón.
Estas leyes se aplicaron en otras villas y fueron modelos de otras leyes entre ellas la bula de Benedicto XIII en 1415 (Valencia)
Estas leyes fueron derogadas en 1418.